# Пам'ятник Ярославу Мудрому (Харків)
Пам'ятник Ярославу Мудрому — пам'ятник Великому київському князю першої половини XI ст. Ярославу Мудрому, розташований у місті Харків, поруч з корпусом Національного юридичного університету імені Ярослава Мудрого.

## Історія

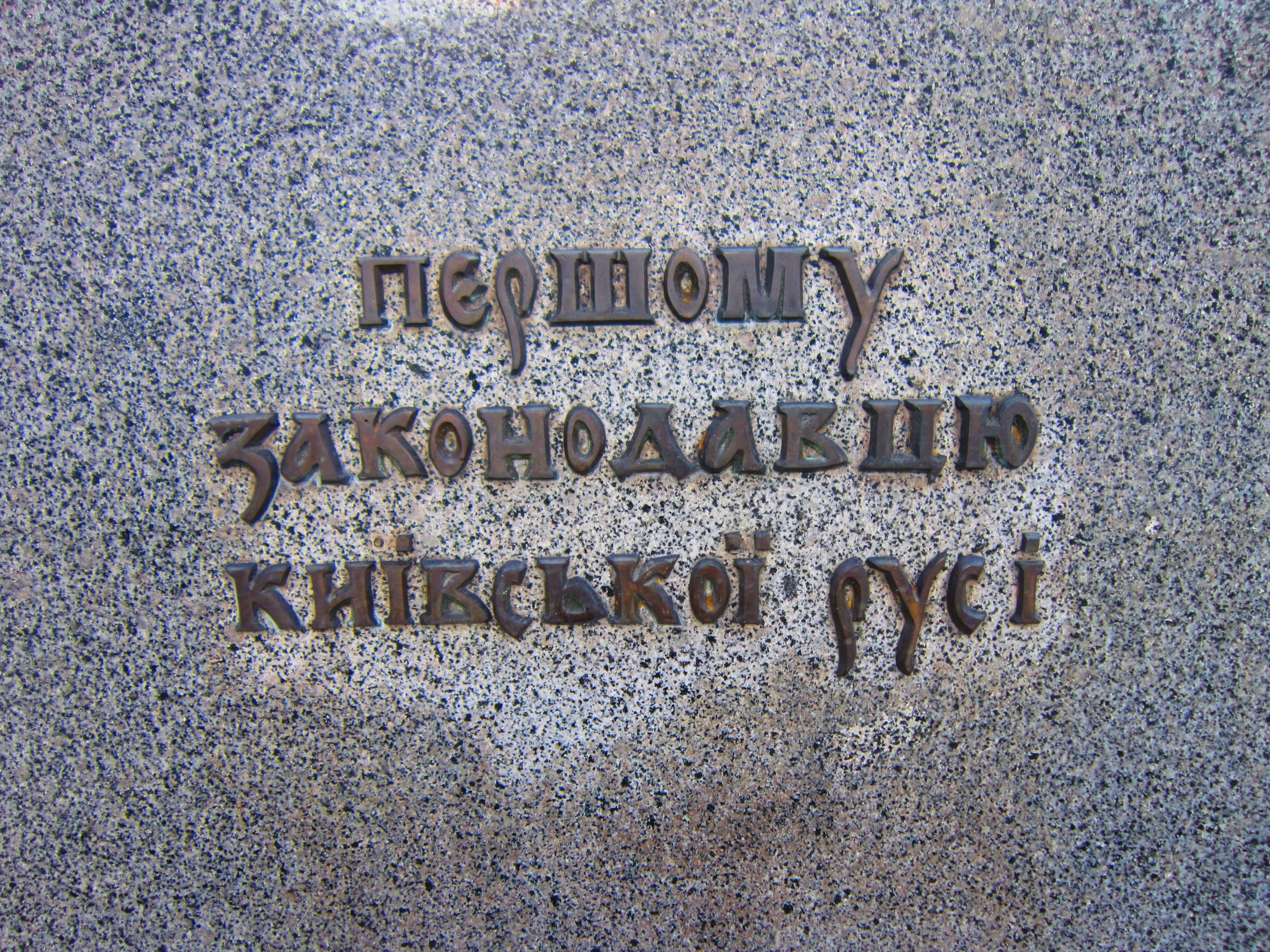
Надпис

Відкриття відбулося 8 жовтня 1999 року. Висота пам'ятника становить 4,8 метра. Князь зображений таким, що сидить. У руках він тримає збірку законів «Руська Правда». Над створенням монумента працювала ціла група скульпторів: Василь Семенюк, Олександр Демченко, Олександр Шауліс. Також у виготовленні пам'ятника Ярославу Мудрому брали участь архітектори Анатолій Антропов та Віктор Лівшиць.